# Совхозне (Кабардино-Балкарія)
Совхозне (рос. Совхозное) — село у Зольському районі Кабардино-Балкарії Російської Федерації.
Орган місцевого самоврядування — сільське поселення Совхозне. Населення становить 723 особи.

## Історія
Згідно із законом від 27 лютого 2005 року органом місцевого самоврядування є сільське поселення Совхозне.

## Населення
| 1979 | 2002 | 2010 | 2012 | 2013 | 2014 | 2015 |
| ---- | ---- | ---- | ---- | ---- | ---- | ---- |
| 645  | ↗733 | ↘723 | ↘718 | ↘705 | ↘696 | →696 |
| 2016 | 2017 | 2018 | 2019 | 2020 |      |      |
| ↘690 | ↘688 | ↘680 | ↘679 | ↘673 |      |      |